# 薩爾達傳說系列作品列表
《薩爾達傳說》是一個电子游戏系列，由遊戲設計師宮本茂和手塚卓志創造，任天堂製作發行。第一款作品《薩爾達傳說》於1986年2月21日在日本發行，隨後分別於1987年8月22日、11月27日在北美和歐洲地區推出。從最早期的FC磁碟機開始至今，《薩爾達傳說》系列僅在任天堂的電視遊樂器和攜帶型遊戲機上獨家發行。然而，改編的衍生作品則曾在任天堂自家以外的平台上發行。本系列目前有27部遊戲作品，包含原生、移植和重製作品。從首款作品至今以來，《薩爾達傳說》系列遊戲總計已銷售超過5,200萬套。本系列也包含了電視動畫、漫畫和原聲帶等相關媒體作品。

## 電子遊戲

### 主系列
| 作品 | |
| --- | --- |
| 薩爾達傳說首发日期： - 日本：1986年2月21日 - 北美：1987年8月22日 - 欧洲：1987年11月15日                                                                | 各平台发行年份： 1986年 – FC磁碟機 1987年 – NES 2003年 – 任天堂GameCube 2004年 – Game Boy Advance 2006年 – Virtual Console（Wii） 2012年 – Virtual Console（任天堂3DS） 2013年 – Virtual Console（Wii U）                                             |
| 薩爾達傳說首发日期： - 日本：1986年2月21日 - 北美：1987年8月22日 - 欧洲：1987年11月15日                                                                | 备注： - 《薩爾達傳說》系列首款作品 |
| 林克的冒險首发日期： - 日本：1987年1月14日 - 欧洲：1988年9月26日 - 北美：1988年12月1日                                                                 | 各平台发行年份： 1987年 – FC磁碟機 1988年 – NES 2003年 – 任天堂GameCube 2004年 – Game Boy Advance 2007年 – Virtual Console（Wii） 2012年 – Virtual Console（任天堂3DS） 2013年 – Virtual Console（Wii U）                                             |
| 林克的冒險首发日期： - 日本：1987年1月14日 - 欧洲：1988年9月26日 - 北美：1988年12月1日                                                                 | 备注： - 首款遊戲的續作 |
| 薩爾達傳說 眾神的三角神力首发日期： - 日本：1991年11月21日 - 北美：1992年4月13日 - 欧洲：1992年9月24日                                                 | 各平台发行年份： 1991年 – 超級任天堂 1997 – Satellaview 2002年 – Game Boy Advance（為包含與四人之劍一體製作，重製版） 2006 – Virtual Console（Wii，重製版） 2013年 – Virtual Console（Wii U，重製版） 2016年 – Virtual Console（新任天堂3DS，重製版） |
| 薩爾達傳說 織夢島首发日期： - 日本：1993年6月6日 - 北美：1993年8月 - 欧洲：1993年12月                                                                  | 各平台发行年份： 1993年 – Game Boy 1998年 – Game Boy Color（重制版） 2011年 – Virtual Console（任天堂3DS） 2019年 – 任天堂Switch（完全重製版） |
| 薩爾達傳說 時之笛首发日期： - 日本：1998年11月21日 - 北美：1998年11月23日 - 欧洲：1998年12月11日 - 中国大陆：2003年11月                                | 各平台发行年份： 1998年 – 任天堂64 2003年 – 任天堂GameCube（重制版） 2003年 – 神游机 2007年 – Virtual Console（Wii） 2011年 – 任天堂3DS（重制版） 2015年 – Virtual Console（Wii U，重製版）                                                           |
| 薩爾達傳說 時之笛首发日期： - 日本：1998年11月21日 - 北美：1998年11月23日 - 欧洲：1998年12月11日 - 中国大陆：2003年11月                                | 备注： - 第一款3D的《薩爾達傳說》遊戲。 - 原作是本系列首次发行简体中文版，其3DS重制版是本系列首次发行繁体中文版。 |
| 薩爾達傳說 穆修拉的假面首发日期： - 日本：2000年4月27日 - 北美：2000年10月25日 - 欧洲：2000年11月17日                                                  | 各平台发行年份： 2000年 – 任天堂64 2003年 – 任天堂GameCube 2009年 – Virtual Console（Wii） 2015年 – 任天堂3DS（重制版） 2016年 – Virtual Console（任天堂3DS，重製版）                                                                                 |
| 薩爾達傳說 神祕果實 時空之章首发日期： - 日本：2001年2月27日 - 北美：2001年5月13日 - 欧洲：2001年10月5日                                               | 各平台发行年份： 2001年 – Game Boy Color 2013年 – Virtual Console（任天堂3DS） |
| 薩爾達傳說 神祕果實 時空之章首发日期： - 日本：2001年2月27日 - 北美：2001年5月13日 - 欧洲：2001年10月5日                                               | 备注： - 與卡普空合作開發 - 時空旅行系統是其遊戲特色之一 - 能與《薩爾達傳說 神祕果實 大地之章》連動 |
| 薩爾達傳說 神祕果實 大地之章首发日期： - 日本：2001年2月27日 - 北美：2001年5月13日 - 欧洲：2001年10月5日                                               | 各平台发行年份： 2001年 – Game Boy Color 2013年 – Virtual Console（任天堂3DS） |
| 薩爾達傳說 神祕果實 大地之章首发日期： - 日本：2001年2月27日 - 北美：2001年5月13日 - 欧洲：2001年10月5日                                               | 备注： - 與卡普空合作開發 - 能表現四季交替的遊戲世界是其特色之一 - 能與《薩爾達傳說 神祕果實 時空之章》連動 |
| 薩爾達傳說 四人之劍 (遊戲本體含眾神三角神力重製)首发日期： - 北美：2002年12月3日 - 日本：2003年3月14日 - 欧洲：2003年3月28日                           | 各平台发行年份： 2003年 – Game Boy Advance 2011年 – DSiWare（任天堂DSi數位商店版，純四人之劍更新移植） |
| 薩爾達傳說 四人之劍 (遊戲本體含眾神三角神力重製)首发日期： - 北美：2002年12月3日 - 日本：2003年3月14日 - 欧洲：2003年3月28日                           | 备注： - Remake of The Legend of Zelda: A Link to the Past - Includes a four-player adventure mode - Four-player mode introduce multi-player gameplay to the series - Re-released in North America under the Player's Choice label                    |
| 薩爾達傳說 風之律動首发日期： - 日本：2002年12月13日 - 北美：2003年3月24日 - 欧洲：2003年5月2日                                                        | 各平台发行年份： 2002年 – 任天堂GameCube 2013年 – Wii U（重制版） |
| 薩爾達傳說 風之律動首发日期： - 日本：2002年12月13日 - 北美：2003年3月24日 - 欧洲：2003年5月2日                                                        | 备注： - 以擴大遊戲年齡層為目標設計 |
| 薩爾達傳說 四人之劍+首发日期： - 日本：2004年3月18日 - 北美：6月7日2004 - 欧洲：2005年1月7日 - 澳洲：2005年4月7日                                      | 各平台发行年份： 2004年 – 任天堂GameCube |
| 薩爾達傳說 四人之劍+首发日期： - 日本：2004年3月18日 - 北美：6月7日2004 - 欧洲：2005年1月7日 - 澳洲：2005年4月7日                                      | 备注： - 能夠讓最多四名玩者同時遊玩 - 延續了風之律動的風格元素 |
| 薩爾達傳說 不可思議的帽子首发日期： - 日本：2004年11月4日 - 欧洲：2004年11月12日 - 北美：2005年1月10日 - 澳洲：2005年4月7日                            | 各平台发行年份： 2004年 – Game Boy Advance 2011年 – Virtual Console（任天堂3DS，大使计划） 2014年 – Virtual Console（Wii U） |
| 薩爾達傳說 不可思議的帽子首发日期： - 日本：2004年11月4日 - 欧洲：2004年11月12日 - 北美：2005年1月10日 - 澳洲：2005年4月7日                            | 备注： - 由卡普空（Capcom）開發 |
| 薩爾達傳說 曙光公主首发日期： - 北美：2006年11月19日 - 日本：2006年12月2日 - 澳洲：2006年12月7日 - 欧洲：2006年12月8日 - 中国大陆：2017年12月6日       | 各平台发行年份： 2006年 – 任天堂GameCube、Wii 2016年 – Wii U（重制版） 2017年 – Nvidia Shield |
| 薩爾達傳說 夢幻沙漏首发日期： - 日本：2007年6月23日 - 北美：2007年10月1日 - 澳洲：2007年10月11日 - 欧洲：2007年10月19日                                | 各平台发行年份： 2007年 – 任天堂DS 2016年 – Virtual Console（Wii U） |
| 薩爾達傳說 大地汽笛首发日期： - 北美：2009年12月7日 - 澳洲：2009年12月10日 - 欧洲：2009年12月11日 - 日本：2009年12月23日                               | 各平台发行年份： 2009年 – 任天堂DS 2016年 – Virtual Console（Wii U） |
| 薩爾達傳說 禦天之劍首发日期： - 欧洲：2011年11月18日 - 北美：2011年11月20日 - 日本：2011年11月23日 - 臺灣：2011年11月23日 - 澳洲：2011年11月24日       | 各平台发行年份： 2011年 – Wii 2021年 – 任天堂Switch（重製版） |
| 塞尔达传说 众神的三角力量2首发日期： - 北美：2013年11月22日 - 欧洲：2013年11月22日 - 日本：2013年12月26日 - 香港：2013年11月22日 - 臺灣：2014年6月3日  | 各平台发行年份： 2013年 – 任天堂3DS |
| 薩爾達傳說 三角神力三劍士首发日期： - 日本：2015年10月22日 - 北美：2015年10月23日 - 欧洲：2015年10月23日 - 澳洲：2015年10月24日 - 臺港：2015年10月22日 | 各平台发行年份： 2015年 – 任天堂3DS |
| 塞尔达传说 旷野之息首发日期： - 全球：2017年3月3日 - 臺港：2018年2月1日                                                                                | 各平台发行年份： 2017年 – Wii U、任天堂Switch |
| 薩爾達傳說 王國之淚首发日期： - 全球：2023年5月12日 | 各平台发行年份： 2023年 – 任天堂Switch |
| 薩爾達傳說 智慧的再現首发日期： - 全球：2024年9月26日                                                                                                  | 各平台发行年份： 2024年 – 任天堂Switch |
| 薩爾達傳說 智慧的再現首发日期： - 全球：2024年9月26日                                                                                                  | 备注： - 主系列首款以薩爾達公主為主角並成為可操縱角色的遊戲 |

### 改編作品
| 作品 | |
| --- | --- |
| 薩爾達首发日期： - 全球：1989年8月                                                                                  | 各平台发行年份： 1989年 – Game & Watch 1998年 – Mini Classic                                                                                        |
| 薩爾達首发日期： - 全球：1989年8月                                                                                  | 备注： - 根據NES版本的《薩爾達傳說》改編 - 日本國內未發行                                                                                           |
| 薩爾達傳說首发日期： - 北美：1989年10月5日 - 欧洲：1992年12月                                                       | 各平台发行年份： 1989年 – Nelsonic遊戲手錶 |
| 薩爾達傳說首发日期： - 北美：1989年10月5日 - 欧洲：1992年12月                                                       | 备注： - 由Nelsonic公司製作 - 根據NES版本的《薩爾達傳說》改編 - 附贈石英數位時鐘和可自行設定的鬧鐘機能                                              |
| 薩爾達傳說 眾神的三角神力首发日期： - 日本：1992年                                                                  | 各平台发行年份： 1992年 – Barcode Battler II |
| 薩爾達傳說 眾神的三角神力首发日期： - 日本：1992年                                                                  | 备注： - 日本玩具公司EPOCH研發製作 - 根據原始的《林克的冒險》改編                                                                                   |
| 林克 惡魔之臉首发日期： - 北美：1993年10月10日 - 欧洲：1993年12月25日                                               | 各平台发行年份： 1993年 – CD-i |
| 林克 惡魔之臉首发日期： - 北美：1993年10月10日 - 欧洲：1993年12月25日                                               | 备注： - 由Animation Magic開發製作 - 橫向捲軸遊戲 - 任天堂授權飛利浦的遊戲機使用薩爾達的角色                                                        |
| 薩爾達 卡梅隆的魔杖首发日期： - 北美：1993年10月10日 - 欧洲：1993年12月25日                                         | 各平台发行年份： 1993年 – CD-i |
| 薩爾達 卡梅隆的魔杖首发日期： - 北美：1993年10月10日 - 欧洲：1993年12月25日                                         | 备注： - 由Animation Magic開發製作 - 橫向捲軸遊戲 - 系列首款主角和可操縱角色是薩爾達公主而不是林克的遊戲 - 任天堂授權飛利浦的遊戲機使用薩爾達的角色 |
| 薩爾達的冒險首发日期： - 北美：1994年6月5日 - 欧洲：1995年                                                          | 各平台发行年份： 1994年 – CD-i |
| 薩爾達的冒險首发日期： - 北美：1994年6月5日 - 欧洲：1995年                                                          | 备注： - 由Viridis開發製作 - 主角是薩爾達公主而不是林克 - 任天堂授權飛利浦的遊戲機使用薩爾達的角色                                                  |
| BS薩爾達的傳說首发日期： - 日本：1995年8月6日、12月30日                                                             | 各平台发行年份： 1995年 – Satellaview |
| BS薩爾達的傳說 古代的石盤首发日期： - 日本：1997年3月30日                                                           | 各平台发行年份： 1997年 – Satellaview |
| 金克爾盧比樂園首发日期： - 日本：2006年9月2日 - 欧洲：2007年9月14日                                                 | 各平台发行年份： 2006年 – 任天堂DS |
| 金克爾盧比樂園首发日期： - 日本：2006年9月2日 - 欧洲：2007年9月14日                                                 | 备注： - 金克爾（チンクル）為主角的角色扮演遊戲 |
| 金克爾的氣球大戰DS首发日期： - 日本：2007年4月12日                                                                  | 各平台发行年份： 2007 – Nintendo DS |
| 金克爾的氣球大戰DS首发日期： - 日本：2007年4月12日                                                                  | 备注： - 《氣球大戰》（バルーンファイト）的重製版本，以金克爾（チンクル）為主要的角色 - 僅透過日本Club Nintendo的會員服務發行                       |
| 林克的十字弓訓練首发日期： - 北美：2007年11月19日 - 欧洲：2007年12月7日 - 澳洲：2007年12月13日 - 日本：2008年5月1日 | 各平台发行年份： 2007年 – Wii |
| 超越金克爾道具包首发日期： - 日本：2009年6月24日                                                                    | 各平台发行年份： 2009年– DSiWare（任天堂DSi數位商店）                                                                                               |
| 金克爾戀愛汽球之旅首发日期： - 日本：2009年8月6日                                                                   | 各平台发行年份： 2009年 – Nintendo DS |
| 金克爾戀愛汽球之旅首发日期： - 日本：2009年8月6日                                                                   | 备注： - 2006年《金克爾盧比樂園》的續作 |
| 塞尔达无双首发日期： - 日本：2014年8月14日 - 欧洲：2014年9月19日 - 澳洲：2014年9月20日 - 北美：2014年9月26日        | 各平台发行年份： 2014年 – Wii U 2016年 – 任天堂3DS 2018年 – 任天堂Switch                                                                            |
| 塞尔达无双首发日期： - 日本：2014年8月14日 - 欧洲：2014年9月19日 - 澳洲：2014年9月20日 - 北美：2014年9月26日        | 备注： - 由光荣特库摩和任天堂合作开发 |
| ZELDA無雙 災厄啟示錄首发日期： - 全球：2020年11月20日                                                               | 各平台发行年份： 2020年 – Switch |
| ZELDA無雙 災厄啟示錄首发日期： - 全球：2020年11月20日                                                               | 备注： - 由光荣特库摩和任天堂合作开发 |

## 其他媒體
| 作品                             | |
| -------------------------------- | --- |
| 薩爾達傳說1989年 － 13集動畫影集 | 备注： - 大致改編自第一款遊戲作品《薩爾達傳說》 - 2005年發行DVD |
| 薩爾達傳說漫畫系列1999年 － 漫畫 | 备注： - 姫川明繪製的漫畫系列，發行了日文和英文版本 - 石之森章太郎根據《眾神的三角神力》改編繪製的漫畫作品，在美國《任天堂力量》雜誌刊出 - （Ataru Cagiva）根據薩爾達傳說系列繪製了兩套漫畫作品，分別是《眾神的三角神力》和《夢見島》，曾在日本漫畫雜誌《月刊GFantasy》連載 |

### 原聲帶
| 作品                                                         | |
| ------------------------------------------------------------ | --- |
| 薩爾達傳說 Sound & Drama1994年6月22日 － CD                  | 备注： - 《薩爾達傳說 眾神的三角神力》的混音原聲帶，包含了一齣描述林克過去的廣播劇作品 - 兩片CD裝，共49首樂曲，僅在日本透過Sony Music Records發行 |
| 薩爾達傳說 時之笛 原聲帶1998年 － CD                         | 备注： - 《薩爾達傳說 時之笛》的原聲帶 - 共收錄82首樂曲，波麗佳音在日本發行                                                                       |
| 薩爾達傳說 風之律動 原聲帶2003年3月31日 － CD                | 备注： - 由Scitron Digital Contents發行 |
| 瑪利歐&薩爾達 Big Band Live CD2003年12月15日 － CD           | 备注： - 《薩爾達傳說》和《瑪利歐》系列的音樂合輯 - 收錄共18首樂曲，由Scitron Digital Contents發行                                                |
| 任天堂Sound History系列：Zelda The Music2004年12月27日 － CD | 备注： - 《薩爾達傳說》系列的音樂合輯 - 收錄共70首樂曲，由Scitron Digital Contents發行                                                            |
| 薩爾達傳說 黃昏公主 原聲帶2006年11月19日 － CD               | 备注： - 收錄7首樂曲的宣傳用專輯，透過北美地區的《任天堂力量》限定發行                                                                            |
| The Legend of Zelda EP2008年 － CD                           | 备注： - 收錄5首樂曲，Dwell唱片公司發行 |

## 資料來源
1. ↑  . GameSpot.   [2009-04-12]. （原始内容存档于2011-02-25）.
2. 1 2  . GameSpot.   [2008-10-23]. （原始内容存档于2012-02-18）.
3. 1 2  . GameSpot.   [2008-10-23]. （原始内容存档于2008-12-06）.
4. 1 2 3  IGN Staff. . IGN. 2003-11-17  [2008-10-23]. （原始内容存档于2008-10-04）.
5. ↑  Harris, Craig. . IGN. 2004-06-04  [2008-10-23]. （原始内容存档于2012-08-06）.
6. ↑  . GameSpot.   [2008-10-23]. （原始内容存档于2008-12-06）.
7. 1 2 3 4 5 6  . 任天堂.   [2018-08-15]. （原始内容存档于2021-05-10）.
8. 1 2 3 4 5 6 7  . 任天堂.   [2018-08-15]. （原始内容存档于2021-05-10）.
9. ↑  Fahs, Travis. . IGN. 2008-12-17  [2009-07-21]. （原始内容存档于2012-07-16）.
10. ↑  . GameSpot.   [2009-08-04].
11. 1 2  . GameFAQs.   [2009-08-02]. （原始内容存档于2010-01-26）.
12. ↑  . IGN.   [2011-02-16]. （原始内容存档于2012-04-13）.
13. ↑  . GameSpot.   [2010-10-18]. （原始内容存档于2010-01-18）.
14. ↑  . GameSpot.   [2008-10-23].
15. ↑  . GameSpot.   [2008-10-23]. （原始内容存档于2008-12-06）.
16. 1 2 3 4 5 6 7 8 9 10 11 12 13 14 15 16 17  Staff. . Game Informer (GameStop). April 2005, (144): 152–154.
17. 1 2  . GameSpot.   [2009-08-02].[]
18. ↑  Kameb. スーパーファミコンアワー番組表 （页面存档备份，存于）. The Satellaview History Museum. 12 2月2008.
19. ↑  . GameSpot.   [2009-08-04]. （原始内容存档于2009-12-25）.
20. ↑  . Nintendo.   [2010-10-18]. （原始内容存档于2013-07-12）.
21. 1 2  . GameSpot.   [2009-08-03].
22. ↑  . IGN.   [2009-08-04]. （原始内容存档于2012-05-03）.
23. 1 2  . GameSpot.   [2009-08-03]. （原始内容存档于2011-09-06）.
24. ↑  . GameSpot.   [2009-08-04]. （原始内容存档于2010-11-25）.
25. ↑  . Kotaku.   [2010-10-18]. （原始内容存档于2018-12-04）.
26. ↑  Whiting, Mark. . 1UP. 2007-02-23  [2009-08-04]. （原始内容存档于2007-10-27）.
27. ↑  . Nintendo.   [2011-08-30]. （原始内容存档于2019-04-05）.
28. ↑  . GameSpot.   [2009-08-04]. （原始内容存档于2013-02-04）.
29. 1 2  . GameSpot.   [2008-11-07]. （原始内容存档于2006-09-05）.
30. ↑  Williams, Bryn. . GameSpy. 2009-04-03  [2009-08-04]. （原始内容存档于2016-03-03）.
31. 1 2  . GameSpot.   [2009-08-04].
32. 1 2  Pellard, Scott (编). . Nintendo of America. 2001: 124. ISBN 1-930206-10-0.
33. 1 2  . GameSpot.   [2009-08-04]. （原始内容存档于2009-09-20）.
34. 1 2 3  . GameSpot.   [2008-10-31]. （原始内容存档于2009-12-25）.
35. ↑  Gerstmann, Jeff. . GameSpot. 2002-12-09  [2008-10-31]. （原始内容存档于2011-09-03）.
36. 1 2  . GameSpot.   [2008-11-07]. （原始内容存档于2011-09-09）.
37. ↑  Star Dingo. . GamePro. 2001-08-24  [2008-11-07]. （原始内容存档于2009-06-24）.
38. 1 2  . GameSpot.   [2008-11-07]. （原始内容存档于2007-02-22）.
39. ↑  Schneider, Peer. . GameSpot. 2004-06-02  [2008-11-07]. （原始内容存档于2008-10-21）.
40. 1 2  . GameSpot.   [2008-10-31]. （原始内容存档于2009-01-31）.
41. 1 2  . GameSpot.   [2008-10-31]. （原始内容存档于2011-09-07）.
42. ↑  . GameSpot.   [2008-10-31]. （原始内容存档于2011-10-08）.
43. 1 2  . GameSpot.   [2008-10-31]. （原始内容存档于2007-10-17）.
44. 1 2  Tom McShea. . GameSpot. 2009-03-25  [2009-08-04]. （原始内容存档于2009-09-17）.
45. ↑  . Business Wire. 2009-09-15  [2009-09-15]. （原始内容存档于2018-11-28）.
46. ↑  . Nintendo. 2009-10-01  [2009-10-02].
47. ↑  . andriasang. 2009-11-04  [2009-11-04]. （原始内容存档于2012-06-30）.
48. 1 2  . IGN.   [2009-08-04]. （原始内容存档于2010-01-07）.
49. 1 2 3  IGN Staff. . IGN. 2006-06-17  [2011-11-27]. （原始内容存档于2009-12-22）.
50. 1 2  . Retro Gamer (Imagine Publishing). October 2008, (55): 44–51.
51. ↑  . Stadlbauer.   [2009-08-03]. （原始内容存档于2009-08-02）.
52. 1 2 3 4 5  IGN Staff. . IGN.   [2009-11-03]. （原始内容存档于2012-04-02）.
53. ↑  Bielby, Matt, ed. No. 1 Nintendo Game Watches. Super Play. Issue 2. Pg. 21. December 1992
54. 1 2 3  K. Takiya. . Epoch Co. 1992  [2009-11-03]. （原始内容存档于2011-07-26）.
55. ↑  Conveni Wars – Barcode Battler II （页面存档备份，存于）. Epoch, Co. 1993.
56. ↑  Conveni Wars – Barcode Battler II ゼルダの伝説 神々のトライフォース instruction booklet （页面存档备份，存于）. Epoch Co.. Nintendo Co.. pp.1-2. 1992.
57. 1 2  . GameSpot.   [2008-10-23].
58. ↑  . IGN.   [2009-08-04]. （原始内容存档于2009-03-18）.
59. 1 2 3 4  . GameSpot.   [2008-10-23].
60. ↑  . IGN.   [2009-08-04]. （原始内容存档于2009-04-03）.
61. 1 2 3  . GameSpot.   [2008-10-23].
62. ↑  . 1UP.com.   [2009-08-04]. （原始内容存档于2009-03-19）.
63. 1 2  . Nintendo.   [2008-10-31]. （原始内容存档于2021-05-09）.
64. 1 2  . IGN.   [2009-08-04]. （原始内容存档于2008-10-15）.
65. 1 2  . GameSpot.   [2008-10-23].
66. ↑  Harris, Craig. . IGN. 2007-08-02  [2008-10-23]. （原始内容存档于2011-06-06）.
67. 1 2  . GameSpot.   [2008-10-23].
68. ↑  Gantayat, Anoop. . IGN. 2007-04-19  [2008-10-23]. （原始内容存档于2011-06-06）.
69. 1 2  . GameSpot.   [2008-10-23].
70. 1 2 3  Tanaka, John. . IGN. 2009-06-24  [2009-07-25]. （原始内容存档于2011-11-13）.
71. 1 2  . Nintendo.   [2010-10-18]. （原始内容存档于2020-12-14）.
72. 1 2 3  Drucker, Michael S. . IGN. 2005-09-30  [2009-08-10]. （原始内容存档于2006-10-06）.
73. ↑  Gilchrist, Todd. . IGN. 2005-09-08  [2009-08-10]. （原始内容存档于2012-04-18）.
74. 1 2  . IGN.   [2009-08-10]. （原始内容存档于2010-07-22）.
75. ↑  . Anime News Network.   [2009-08-11]. （原始内容存档于2021-01-27）.
76. ↑  . Anime News Network.   [2009-08-11]. （原始内容存档于2018-12-07）.
77. 1 2  Elston, Brett. . GamesRadar.   [2010-10-29]. （原始内容存档于2011-06-15）.
78. 1 2  . VGMdb.   [2010-10-29]. （原始内容存档于2020-11-12）.
79. 1 2  . Allmusic.   [2009-08-24]. （原始内容存档于2011-09-26）.
80. 1 2  . Allmusic.   [2009-08-24].
81. 1 2  . Allmusic.   [2009-08-24].
82. 1 2  . Allmusic.   [2009-08-24].
83. 1 2  . VGMdb.   [2011-03-26]. （原始内容存档于2009-09-04）.
84. 1 2  . Allmusic.   [2009-08-24].